# 1000-es vasúti fővonal
Az 1000-es vasúti fővonal Románia egyik vasúti fővonala, mely összeköti Bukarestet,  Buftea-át és Ploieștit. A vonal hossza 59 km.